# 阿罗代
阿罗代（法語：Arrodets，法語發音：[aʁɔdɛ]）是法国上比利牛斯省的一个市镇，属于巴涅尔德比戈尔区。该市镇总面积0.98平方公里，2009年时的人口为25人。

## 人口
阿罗代人口变化图示